# 擴增核糖體DNA限制性分析
擴增核糖體DNA限制性分析（英語：amplified ribosomal DNA restriction analysis，ARDRA）是一種分子生物學實驗方法，即限制性片段長度多態性(RFLP)在核糖體RNA序列上的應用。